# Francisco Navarro
Ne doit pas être confondu avec Francisco Navarro (footballeur espagnol).
Francisco Navarro Fuster, né le 20 décembre 1962 à Bétera dans la communauté valencienne, est un coureur cycliste espagnol. Il est professionnel de 1985 à 1990.

## Biographie
Sa plus grande victoire est d'avoir remporté une étape du Tour d'Espagne 1988 en solitaire en résistant au retour du peloton.

## Palmarès
- 1984
  - San Martín Proba
- 1988
  - 4e étape du Tour d'Espagne
  - 5ea étape du Tour de Cantabrie
- 1989
  - 6ea étape du Tour de l'Algarve (contre-la-montre)

## Résultats sur les grands tours

### Tour de France
1 participation
- 1985 : hors délais (4e étape)

### Tour d'Espagne
2 participations
- 1987 : abandon (19e étape)
- 1988 : 113e, vainqueur de la 4e étape